# ناصر الدين تشودهاري
ناصر الدين تشودهاري (بالبنغالية: নাসিরউদ্দিন চৌধুরী)‏ هو لاعب كرة قدم بنغلاديشي في مركز الدفاع، ولد في 3 ديسمبر 1989 في بنغلاديش. شارك مع منتخب بنغلاديش لكرة القدم. أما مع النوادي، فقد لعب مع نادي شيخ جمال دهانموندي.

## وصلات خارجية
- ناصر الدين تشودهاري على موقع قاعدة بيانات كرة القدم.إي يو (الإنجليزية)
- ناصر الدين تشودهاري على موقع ناشيونال فوتبول تيمز (الإنجليزية)
- ناصر الدين تشودهاري على موقع Soccerway.com (الإنجليزية)
- ناصر الدين تشودهاري على موقع عالم كرة القدم.نت (الإنجليزية)
- ناصر الدين تشودهاري على موقع GSA (الإنجليزية)